# 村上正邦
村上 正邦（むらかみ まさくに、1932年〈昭和7年〉8月21日 - 2020年〈令和2年〉9月10日）は、日本の政治家。
福岡県嘉穂郡出身。参議院議員（4期）、労働大臣、志帥会会長（初代）を歴任した。在職中は参議院自民党において多大な影響力を持ち、「タカ派」「参院のドン」と呼ばれていた。

## 来歴

### 筑豊炭田
1932年、福岡県嘉穂郡に生まれる。
父・要蔵、母・タネヨの次男。両親とも愛媛県西条市の出身であった。のちに地元の支持者が調べたところによると、先祖は西条藩に仕えた村上四郎左衛門忠朝という人物で、さらにさかのぼると村上水軍に発しているという。
父・要蔵は遊び好きで財産を失い、故郷を追われるようにして筑豊炭田に移る。父は「先き山（リーダー）、母は「後ろ向き」（助手）として炭鉱労働に従事した。そうした中、炭鉱住宅で正邦が生まれる。しかし要蔵の遊び癖は変わらず、夜逃げなどで筑豊炭田のあちこちを転々として過ごす。
戦後、田川郡添田町の三崎炭鉱の炭住から川崎町の定時制高校に通いながら、昼間は三崎炭鉱労働組合の事務所で給仕として働いた。組合長の山本文男(のちの添田町長、全国町村会会長)の引きで測量課の職員として、三崎炭鉱の正式社員となる。一方、組合運動も続け、代議員も勤める。1951年（昭和26年）には組合の御用化に憤慨して書記長選挙に立候補するが、落選する。
そうした中、定時制高校の恩師の勧めで、1952年（昭和27年）拓殖大学政経学部の補欠試験を受け、入学。

### 拓大時代
拓大時代は先輩の坂田清の影響で民族派の政治運動に熱中した。当時、拓殖大学はGHQに「軍国主義の手先として侵略に奉仕した」とされ、解散は免れたものの校名を「紅陵大学」と改称されていた。村上らは全校学生の署名を集め、総長と交渉するなどして、元の拓殖大学に校名を戻すことに成功し、「拓大に村上あり」と知られるようになる。一方、応援団に所属した。

### 東洋紡レスポワール
卒業後は新聞記者を目指したが、希望は叶えられなかった。ブラジルに行くことを目指して、同地に合弁会社のある東洋紡の門を叩くが、採用は終わっており、子会社の東洋紡レスポワールに入社。営業部に配属され、洋服、シャツ、婦人物生地などの販売に従事。応援団のバンカラ気質とあまりに違った世界に戸惑うが、派手な売れ残りの生地を赤線業者に売りさばくなど、業績を上げる。
1959年（昭和34年）、三崎炭鉱時代に知り合った故郷出身の女性と結婚する。

### 玉置和郎との出会い
1960年（昭和35年）、東洋紡とブラジルの合弁会社が倒産したのを機にレスポワールを退社する。当時から同級生のつてで村上は国会の議員会館に出入りしていた。和歌山県選出の早川崇衆議院議員を介して、和歌山県から出てきていた玉置和郎と知り合う。当時、玉置は自民党青年部の嘱託であった。
当時は玉置も村上も後の支持基盤である宗教法人生長の家とは無関係であった。
国会議員志望の玉置と村上は意気投合し、共同で下水道事業を行う。当時、宗教団体の中で政治に熱心で、候補者を持っていなかったのが生長の家だった。早川崇は三木武夫の紹介状を持たせ、玉置と村上を生長の家総裁・谷口雅春と初めて会わせる。
「そのときにはもう私は、嘘はいっぺんに見抜かれるという感じがしましたよ。何しろ票ほしさに会いに行っているんだからね。谷口先生にじっと顔を見られるとウッという感じがしてね。（笑）」 

### 生長の家に入信
玉置はこれを機に生長の家の幹部錬成を受ける。玉置は愛国者として谷口に支持され、自民党公認、生長の家の推薦候補として、1957年（昭和32年）参議院全国区に出馬する。しかし、信徒からは「票目当ての偽物」と見られ、70万あると言われた生長の家の票のうち30万しか得られず、落選する。
玉置と村上共同の下水道事業も落選後、倒産し、二人は辛酸を舐める。票欲しさの下心を信徒に見透かされていると覚った玉置はますます真剣に生長の家の教えを学ぶようになり、その玉置から「俺と一緒になって生長の家に入ってくれ。でなきゃ、俺は本物になれない」と懇願された村上も1962年（昭和37年）、錬成を受ける。村上は憎んでいた遊び人の父に感謝する心境になり、人生観が変わる。村上は生長の家の誌友（信徒）となる。

### 元号法制化
1964年（昭和39年）に生長の家政治連合（生政連）が発足し、村上はその国民運動本部長となる。また、「日本を守る会」の国事対策局長に就任する。当時、生長の家は靖国神社へのスタンスの違いにより、新日本宗教団体連合会（新宗連）を脱退していた。
そうした中、1965年（昭和40年）、玉置和郎は参議院全国区に立候補し、85万票を得て当選した。
村上は玉置の秘書となる。昭和46年、玉置の二度目の当選の後、村上は教団に戻り、生政連の仕事とともに、谷口雅春の巡錫に随行する。
1974年（昭和49年）、村上は参議院議員全国区に初めて立候補する。しかし55万票で次々点で落選。企業丸抱え選挙や、タレント議員の登場で当選ラインが上がったのが敗因だった。
この選挙中、当時内閣総理大臣であった田中角栄から直接電話があり、「村上君、お前な、一万五千足りねぇよ」と言って自ら選挙カーに乗ると申し出たが、村上は福田赳夫派の候補だったので、義理立てして断った。落選後、留守宅にまた電話があり、妻に「お前のオヤジは頑固でいかん。俺があれだけ一万五千足りないと言って、俺のところへ来いといったのに、あいつは来ない。これから、あんたもいろいろ大変だろう。何かあったら、あんたが俺のところに来い」と言った。妻は感激して泣いていた。
村上は生政連の国民運動本部長を続けながら、「日本を守る会」事務局メンバーを務め、昭和天皇在位五十年の奉祝行事、さらに元号法制化運動に取り組む。
「日本を守る会」とともに元号法制化に取り組んだのが、生長の家学生会全国総連合（生学連）出身者を中心とする「日本青年協議会」（委員長・衛藤晟一、書記長・椛島有三）で、この動きが後に日本会議の源流となる。村上は椛島と二人三脚でこの運動を進めた。（草の根保守も参照）
元号法は1979年（昭和54年）成立した。
元号法制化のために結集した元号法制化実現国民会議を解散するのはもったいないということで、「日本を守る国民会議」が結成される。事務局は明治神宮関係者と生長の家関係者で「日本を守る会」と共通していた。
一方、玉置は1977年（昭和52年）、議員集団宗教政治研究会（宗政研）を創設、村上は事務局長になる。

### 参議院当選
1980年（昭和55年）、第12回参議院選挙全国区で村上は生長の家唯一の推薦候補として立候補し、110万票を得て初当選する。村上は以後、参議院に4期当選。当選後、福田派入りを希望するが、自分の派閥を持とうとする玉置と板ばさみになり、結局、無派閥で活動することになる。
その後、教団の要請により、優生保護法改正に取り組むが、党内がまとまらず、頓挫する。この件が生長の家の政治離れを招く。
埼玉県志木市に在住していたことから自由民主党埼玉県連合会に所属。一時は埼玉県選挙区からの立候補や埼玉県からの衆議院議員転身も取り沙汰された。

### 中曽根派入り
比較的ハト派が多かった当時の参議院自民党の中にあって、「タカ派の武闘派」として頭角を現す。1981年に設立されたみんなで靖国神社に参拝する国会議員の会では初代事務局長を務めた。1982年、玉置が青嵐会に参加していたことが縁で、自由民主党総裁選挙において中川一郎を出馬させるべく参議院での推薦人集めに奔走して、総裁選に立候補をさせる。しかし、惨敗。
1983年（昭和58年）1月9日、中川は自殺。生長の家の二代目総裁、谷口清超の仲介で中曽根派に入る。参議院での中曽根派の勢力拡大に力を発揮。1986年、総理大臣中曽根が自らの政治生命をかけた死んだふり解散による衆参ダブル選挙では自民党全国組織副委員長として、中曽根の全国遊説すべてに同行し、首相演説の前座を務めた。玉置の死後、参議院自民党国会対策委員長に就任してから日本社会党・民社党などの野党議員にも人脈を広げ、自身の影響力を参議院全体に拡大した。 
1983年、生長の家は参議院の比例区導入、優生保護法改正の頓挫により、政治運動から手を引く。玉置和郎は早川崇の後継として衆議院に鞍替えするが、直腸癌で死去。
村上は豊明会中小企業政治連盟（豊政連、KSD中小企業経営者福祉事業団（理事長古関忠男）関連の政治団体）を支持母体とした。
1991年4月、中小企業経営問題議員連盟（豊明議連）が発足、同議連の幹事長に就任。のち会長となる。更にKSDによる「国際技能工芸大学」（ものつくり大学）設立構想を支援する「国際技能工芸大学設立推進議員連盟（KGS議連）」会長にも就任。

### 労働大臣
村上は1992年（平成4年）の暮れ、宮澤改造内閣で労働大臣として初入閣する。この時、閣僚の参議院枠は二つあり、井上孝と村上が入閣候補に挙がっていた。村上は派閥の長であった中曽根康弘に防衛庁長官を希望した（村上は中曽根内閣で防衛政務次官を務めた）。 しかし参議院議員会長だった斎藤十朗から労働大臣という話を聞き、村上は一旦断る。中曽根も村上に労働大臣を勧め、総理大臣宮澤喜一が「生活大国」の一環として労働時間の短縮を目指しており、村上の国対経験を生かして欲しいと説得される。宮沢、斎藤十朗からも説得され、労働大臣を受け入れる。この時、内閣官房長官だった河野洋平は、
「村上先生、先生が防衛庁長官になったら、総理はおちおち外遊できないと言ってるんです。あなたは総理が留守の間にクーデターをやりかねないって」と冗談を言った 。
しかし、「国対のプロ」を自任する村上は、党内の反対派を説得し、「タカ派の村上がここまでするか」と協力を引き出した。

### 戦後50年決議のいきさつ
1994年、自社さ連立政権の村山内閣が成立する。翌1995年3月、村上は自民党参議院幹事長に就任する。この政権は政策の違いの大きなガラス細工のような政権だった。社会党はすでに、安保や自衛隊で妥協し、戦後50年の不戦決議は至上命題であった。自民党にとってもこれは連立に当たっての合意事項だった。自民党は決議推進派と慎重派に割れていた。民間では「日本を守る会」「日本を守る国民会議」（のちの日本会議）が戦争謝罪決議の反対署名を集めていた。村上以外の党五役はいずれも決議に賛成であった。村上は一人反対しており、加藤紘一政調会長らが妥協案を模索していた。
6月6日の夜、村上の参議院幹事長室には椛島有三や大原康男國學院大學教授ら、民族派幹部約50人が応接間を占領していた。加藤らの示す妥協案を村上が民族派グループに示し、それが拒否されると村上が加藤らに伝えるという繰り返しだった。
「国会の真ん中に通路があるでしょ。左側が参議院。右側が衆議院。その一番はしっこに、衆院の自民党役員室がある。あの日、19時ごろから会議が始まったんだ。主にやりあったのは、加藤紘一、野中広務。それから古賀(誠)さんもいた。あと、森喜朗ね。ずらっと衆院の自民党の連中がいる。で、僕は最初から『そんな謝罪はダメだ』『そんな文案じゃだめだ』と反対意見を言いつづけた。」。
加藤らが最終的に示した案は「世界の近代史上における数々の植民地支配や侵略的行為に思いをいたし」という文言を挿入し、その上で「我が国が過去に行った行為や他国民とくにアジアの諸国民に与えた苦痛を認識し、深い反省の念を表明する」というものであった。村上は、これなら日本が「植民地支配や侵略的行為」をしたことを認めたことにはならないと判断し、森幹事長、加藤政調会長に受け入れる意を伝えた。散会した後、決議を成文化したペーパーを受け取り、幹事長室に陣取る民族派グループに見せると、皆が「おかしいじゃないか」という。文面は次のようになっていた。
「世界の近代史上における数々の植民地支配や侵略的行為に思いをいたし、我が国が過去に行ったこうした行為や他国民とくにアジアの諸国民に与えた苦痛を認識し、深い反省の念を表明する」となっていた。
ペーパーにはいつの間にか「こうした」という言葉が挿入され、日本が侵略戦争をしたことを認める文面になっていた。これに椛島らのグループは激怒し、幹事長室は大騒ぎになった。村上は衆議院の議決は仕方がないが、参議院は議決しないと約束して、その場を収めた。村上は約束を守り、この決議案は参議院では決議されなかった。
後日、村上は菅野完のインタビューに答えて次のように語っている。「村山富市さんによく言うんだよ。俺が50年決議を通さなかったから、あんたは村山談話を出した。その村山談話がこんなに話題になるんだから、あんたは俺に感謝しなきゃいけないと。そしたら村山さんも『そうだよなぁ』というんだ」。

### 参院のドン
1997年、当時の小泉純一郎厚生大臣と厚生省幹部が村上の知らないところで参議院厚生委員会理事と食事を取っていたことに反発。円滑な参議院審議を求める参議院理事のスケジュール管理の立場から、村上への事前通告もなく参議院理事を動かしたことで参議院スケジュール管理に支障を来たしたとして、参議院厚生委員長に対して議事権発動を促し、厚生省幹部の出席を差し止めにした。加藤紘一幹事長ら党執行部はこの事態を打開するために村上を参議院幹事長から更迭しようとするが、村上は参議院の独自性を盾に抵抗。村上更迭という強行案には、党内連立反対派らの反発を党執行部が恐れ、野中広務幹事長代理から「あなたは実質的に参議院を支配しようとしている。まさか天下を取るつもりじゃないだろうね」と言われるほどであった。党執行部は小泉厚相に対して村上参院幹事長に全面謝罪させることを提案。小泉が村上に謝罪したことで丸く納まった（この事件が2001年に小泉が首相になった時、トップダウン方針と言われながらも参議院の実力者である青木幹雄に一定の配慮を示す原因になったと言われている）。
1998年、参議院選挙を取り仕切り、このとき野中広務と公認問題をめぐり対立。選挙で自民党は惨敗し、参院幹事長を辞任。青木幹雄が後を継ぐ。

### 参議院初の自民党派閥領袖
1998年12月、山崎拓グループ（山崎派）の派閥離脱を受け、旧渡辺派（政策科学研究所）会長を受け継いで村上派に移行。自民党参議院議員の派閥領袖は史上初であり、後を含めても村上と山東昭子（番町政策研究所）の2人だけである。その後、派内の路線対立により清和会（三塚派）から離脱していた亀井静香グループと合流し、1999年3月18日に志帥会（村上・亀井派）を結成した。同派最高顧問の中曽根康弘の後押しもあり、初代会長を務める。同年7月、派閥会長の職を退いて自民党参議院議員会長に就任し、「参議院の法王」「参議院の尊師」「村上天皇」と異名を取るほど「参院のドン」として影響力を発揮する。
1999年8月、長年の懸案だった国旗国歌法で、小渕恵三が全体の参議院審議の良好な雰囲気作りや中間政党であった公明党対策などの助言をし、成立にこぎつけた。
1999年11月12日、当時の天皇明仁の即位10周年にあたり国立劇場で行われた政府主催「天皇陛下御在位10年記念式典」の後、同日午後から皇居外苑において開催された「天皇陛下御即位十年をお祝いする国民祭典」の主催者「天皇陛下御即位10年奉祝委員会」（稲葉興作会長。委員に森喜朗ほか）の委員となり祭典の運営に当たる。同祭典の第2部「祝賀式典」において奉祝委員会委員を代表して祝辞を述べた。

### 五人組談合
2000年4月、村上は、小渕恵三首相危篤の際には、当時、次期総裁の最有力候補と目されていた加藤紘一・山崎拓を差し置く形で五人組と呼ばれる密室談合政治を展開した。メンバーは他に森喜朗幹事長、青木幹雄内閣官房長官、野中広務幹事長代理、亀井静香政務調査会会長だった。
会談中、「あんたがやればいいじゃないか」との村上の発言により、後継総理・総裁に森喜朗が就任することが決まった。池田行彦総務会長は党三役で唯一欠席した。当時池田は体調不良であったが、五人組に池田が加わらなかったのは、池田が加藤紘一の側近だったことも影響したと思われる。
後に村上は週刊ポスト2018年8月17・24日号の政治記者・評論家・学者52人実名アンケート「戦後歴代最低の総理大臣」の中で森の名を挙げ「総理に推したのは大間違いだった。神の国発言など空気が読めないし、辞めた後も恥知らずに大きな顔で五輪組織委員会会長をやっている」と述べている。

### KSD事件に連座
2000年10月、KSD（現・あんしん財団）の不正経理疑惑が発生（KSD事件）。翌2001年1月、村上の側近だった自民党参議院議員小山孝雄（村上の元政策担当公設秘書、生長の家出身）が逮捕され、村上の周囲にも疑惑が広がる中、自民党参議院議員会長を辞任。同年2月、KSD事件で賄賂を受け取ったと報道される。2月28日に証人喚問された際、訴追の恐れを理由にいくつかの質問に対して証言拒否をした。世間の混乱を招いたとして、自民党を離党し、議員辞職した。3月1日に受託収賄の容疑で逮捕された。
2003年5月20日、東京地方裁判所で懲役2年2ヶ月、追徴金約7288万円の実刑判決を受ける。2005年12月19日、東京高等裁判所でも一審判決と同じく懲役2年2ヶ月、追徴金約7280万円の実刑判決を受ける。2008年3月27日、上告が棄却され、実刑が確定。その後、異議申し立ても4月14日に却下され、5月15日、東京高等検察庁により東京拘置所に収監された。6月10日に栃木県にある「喜連川社会復帰促進センター」に移され、2009年10月28日に仮釈放され、2010年5月5日に刑期満了となった。

### 引退後
1997年の厚生省理事問題もあったことで郵政民営化を始めとする小泉の政策や政治手法に対しては批判的で、2005年の郵政国会の際、参議院本会議で反対票が上回った理由に村上の影響力があったとされる。2011年6月には全自民党参議院議員に「党議拘束に縛られず、良心に従って政治意思を表明すべきだ」などと訴える文書を配布。また総務大臣政務官に就任した浜田和幸の自民党離党（離党届は受理されず除名処分）などは亀井静香国民新党代表らと組んで参議院自民党議員の与党引き抜き工作の黒幕と目された。2015年3月11日、さとやま・草莽の会の結成に参画した。
2020年9月10日4時30分、埼玉県朝霞市内の病院で死去。88歳没。

## エピソード
- 亀井静香から「2,000メートルの地下から這い上がった男」と呼ばれた[26]。
- ニュース番組のインタビュー取材等の形でテレビにも出演している。2006年4月30日、テレビ朝日系列のニュース番組「スーパーJチャンネル」に出演。堀江貴文保釈のニュースの中で、同様に逮捕・東京拘置所拘置経験者である鈴木宗男・佐藤優とともに奈良県吉野を訪れ、後醍醐天皇陵を参拝して再起を誓った後、鼎談する様子が放送された。また山田洋行事件で逮捕された守屋武昌にも逮捕後に差し入れをするなどして人脈を広げている。これにより、逮捕・起訴されて刑事被告人と自分と同じ境遇を受けた鈴木宗男・佐藤優・守屋武昌ら様々な分野で政官界の舞台裏を知りうる主要人物と人脈ネットワークを構築している。
- 左派論壇誌の『世界』誌上で魚住昭のインタビューを複数回受け、連載。この連載は2007年10月、村上正邦／述・魚住昭／著『我、国に裏切られようとも　証言村上正邦』（講談社、ISBN 9784062143332）として刊行。
- 宮崎学のWebマガジン『直言』にも登場。
- 2007年5月、元参議院議員の平野貞夫・筆坂秀世と共に幻冬舎から『参議院なんかいらない』（幻冬舎新書041・ISBN 9784344980402）を上梓。同年7月の第21回参議院議員通常選挙の結果を受け、11月には再び平野・筆坂とともに『自民党はなぜ潰れないのか　激動する政治の読み方』（幻冬舎新書066・ISBN 9784344980655）を刊行した。両書とも「政界・三浪人の鼎談本」と銘打っている。
- 政界引退後も永田町に事務所を構え、晩年まで「日本の司法を考える会」を開催するなど、政治活動再開への意欲も見せた[27]。
- 早くから人工妊娠中絶には批判的であり、議員を退いた後も中絶違法化を訴えた。
- 「生長の家政治連合」の出身で、日本会議の結成に関わったとされる[28]。日本会議の設立のきっかけは創価学会を母体とする公明党の政権入りだったとしている[29]。
- 作家の佐藤優が東京拘置所に勾留中、2週間毎日1個ずつリンゴを差し入れる。この意味は、拘置所内ではバナナやミカンは自費で購入できるが、リンゴは手に入らない。つまり、外部から村上は佐藤に「応援しているから頑張れ」というメッセージを送っていたことになる。

## 著書・共著
- 『政治にスジを通す』日本教文社、1973年9月25日。NDLJP:11925338。
- 『混迷の東欧を探る』　読売新聞社　1991年6月
- 『汗にむくいる　徳おこし労相奮戦記　ちょっとガラッパチですが』　労務行政研究所　1994年7月　ISBN 4845240742
- 『我、国に裏切られようとも　証言村上正邦』（村上正邦述／魚住昭著）　講談社、2007年10月　ISBN 9784062143332
- 『参議院なんかいらない』（平野貞夫／筆坂秀世との共著、幻冬舎新書041：幻冬舎）2007年5月　ISBN 9784344980402
- 『自民党はなぜ潰れないのか　激動する政治の読み方』（平野貞夫／筆坂秀世との共著、幻冬舎新書066：幻冬舎）　2007年11月　ISBN 9784344980655
- 『大和ごころ入門　日本の善によって現代の悪を斬る』（佐藤優との共著）　扶桑社、2008年4月　ISBN 4594055842
- 『「情」の国家論』 （山本峯章／佐藤優との共著）　光人社、2008年11月 ISBN 4769814097
- 『政治家の「あるべきようは」 ―日本を洗濯致し候』文芸社、2012年11月 ISBN 4286133761
- 『だから政治家は嫌われる』小学館、2014年2月 ISBN 4093798524
- 『日本会議をめぐる四つの対話』 （菅野完／魚住昭／白井聡／横山孝平との共著）　ケイアンドケイプレス　2016年12月 ISBN 4906674682